# Montemayor
Montemayor é um município da Espanha na província de Córdova, comunidade autónoma da Andaluzia. Tem 58 km² de área e em 2021 tinha 3 851 habitantes (densidade: 66,4 hab./km²).

## Demografia
| Variação demográfica do município entre 1991 e 2004[carece de fontes?] | Variação demográfica do município entre 1991 e 2004[carece de fontes?] | Variação demográfica do município entre 1991 e 2004[carece de fontes?] | Variação demográfica do município entre 1991 e 2004[carece de fontes?] |
| ---------------------------------------------------------------------- | ---------------------------------------------------------------------- | ---------------------------------------------------------------------- | ---------------------------------------------------------------------- |
| 1991                                                                   | 1996                                                                   | 2001                                                                   | 2004                                                                   |
| 3701                                                                   | 3801                                                                   | 3811                                                                   | 3894                                                                   |